# Dennis Moses

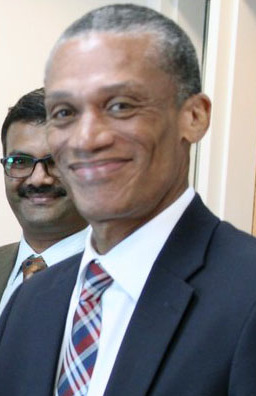
Dennis Moses (2016)

Dennis Moses ist ein Politiker und Diplomat aus Trinidad und Tobago. Er war von 2015 bis 2020 Außenminister des Landes.

## Biografie
Moses studierte zwischen 1972 und 1975 an der University of the West Indies in Trinidad und Tobago und zwischen 1977 und 1979 an der Universidad de Costa Rica - Centro Agronómico Tropical de Investigación y Enseñanza. Er promovierte im Bereich Agrikultur und Landwirtschaft, schloss jedoch im Nachhinein auch ein Studium in internationalen Beziehungen ab. 
Er arbeitete lange Zeit für das Außenministerium und war für dieses von 1980 bis 1990 in der Botschaft in Belgien. 1990 trat er einer Non-Profit-Organisation bei und arbeitete für diese in England und Trinidad und Tobago. Später wechselte er zurück zum Außenministerium als Vertreter der Organisation Amerikanischer Staaten in Guyana und später in Dominica.
Im September 2015 wurde er zum Außenminister ernannt. Nach der Wahl 2020 musste er das Amt an Amery Browne abgeben; 2021 wurde er zum trinidadischen Hochkommissar in Kanada ernannt.

## Privates
Moses spricht fließend Spanisch und Französisch und hat zwei Kinder.